# Canthophrys gongota
Canthophrys gongota е вид лъчеперка от семейство Cobitidae. Видът не е застрашен от изчезване.

## Разпространение
Разпространен е в Бангладеш, Индия (Аруначал Прадеш, Асам, Бихар, Дарджилинг, Западна Бенгалия, Манипур, Мегхалая, Нагаланд, Сиким и Утар Прадеш) и Непал.

## Описание
На дължина достигат до 13 cm.